# Villa Albani (píseň)
„Villa Albani“ je píseň velšského hudebníka a skladatele Johna Calea. Je součástí jeho devátého sólového alba Caribbean Sunset, jež vydalo v lednu roku 1984 vydavatelství ZE Records. Píseň samotná vyšla již v roce 1983 jako 12" singl (délka verze vydané na albu je 5:25, na tomto singlu tato píseň dosahovala 6:28). Na druhé straně původní gramofonové desky se nacházela instrumentální verze písně „Villa Albani“ (5:31) a „Hungry for Love“ (3:26), jejímž spoluautorem byl David Young.